# Jim Leishman
James ("Jim") Leishman (15 november 1953, Lochgelly) is een Schots voetbaltrainer en voormaligvoetballer. Zijn actieve carrière duurde van 1970 tot en met 1977 en speelde zich af bij Dunfermline Athletic en Cowdenbeath. Als speler werd hij Leish genoemd.
Leishman werd vervolgens voetbaltrainer en kreeg zodoende Kelty Hearts (1980-1981), Dunfermline Athletic (1982-1990), Inverness Thistle (1991), Montrose (1992-1993), Rosyth (1993-1994), Livingston (1995-1997 en 2000-2003) en opnieuw Dunfermline Athletic (2005-2006) onder zijn hoede, allen Schots.

## Carrière
| Seizoen   | Club                 | Wedstrijden | Doelpunten | Competitie     |
| --------- | -------------------- | ----------- | ---------- | -------------- |
| 1970-1976 | Dunfermline Athletic | ?           | ?          | Premier League |
| 1976-1977 | Cowdenbeath          | ?           | ?          | First Division |